# فوتبال در کرواسی
فوتبال در کرواسی که به آن نوگومت (nogomet) گفته می‌شود، پرطرفدارترین ورزش در این کشور است و توسط فدراسیون فوتبال کرواسی اداره می‌شود. نخستین باشگاه‌های کروات پیش از جنگ جهانی اول تأسیس شدند و پس از پایان جنگ، زمانی که کرواسی بخشی از یوگسلاوی شد، در ساختار لیگ یوگسلاوی شرکت کردند. امروزه فوتبال باشگاهی در کرواسی، تحت سیطره هایدوک اسپلیت و دینامو زاگرب است. این کشور پس از استقلال، زنجیره‌ای از بازیکنان را خلق کرده است که در بسیاری از مطرح‌ترین لیگ‌های اروپایی عملکرد خوبی داشته‌اند و تیم ملی کشورشان را در جام‌های جهانی ۱۹۹۸ و ۲۰۲۲ به جایگاه سوم و در ۲۰۱۸ به نایب قهرمانی رسانده‌اند.